# آنتو
آنتو (اسپانیایی: Aneto‎) بلندترین کوه در رشته‌کوه پیرنه و در بخش خودمختار آراگون در کشور اسپانیا و با ۳٬۴۰۴ متر ارتفاع سومین کوه بلند این کشور است.